# Unicodeblock Aramäisch
Der Unicodeblock Aramäisch (Imperial Aramaic, U+10840 bis U+1085F) enthält die Standardbuchstaben für das aramäische Alphabet und die Zeichen für die aramäischen Ziffern. 
Der Begriff aramäisch (englisch Imperial Aramaic ‚Reichsaramäisch‘) wird sowohl für die Schrift (Script), als auch für die Sprache verwendet. 
Aramäisch gehört zu den linksläufigen Schriften.
| Unicodenummer   | Zeichen (400 %) | Offizielle Bezeichnung               | Beschreibung                        |
| --------------- | --------------- | ------------------------------------ | ----------------------------------- |
| U+10840 (67648) | 𐡀               | IMPERIAL ARAMAIC LETTER ALEPH        | Aramäischer Buchstabe Aleph         |
| U+10841 (67649) | 𐡁               | IMPERIAL ARAMAIC LETTER BETH         | Aramäischer Buchstabe Beth          |
| U+10842 (67650) | 𐡂               | IMPERIAL ARAMAIC LETTER GIMEL        | Aramäischer Buchstabe Gimel         |
| U+10843 (67651) | 𐡃               | IMPERIAL ARAMAIC LETTER DALETH       | Aramäischer Buchstabe Daleth        |
| U+10844 (67652) | 𐡄               | IMPERIAL ARAMAIC LETTER HE           | Aramäischer Buchstabe He            |
| U+10845 (67653) | 𐡅               | IMPERIAL ARAMAIC LETTER WAW          | Aramäischer Buchstabe Waw           |
| U+10846 (67654) | 𐡆               | IMPERIAL ARAMAIC LETTER ZAYIN        | Aramäischer Buchstabe Zajin         |
| U+10847 (67655) | 𐡇               | IMPERIAL ARAMAIC LETTER HETH         | Aramäischer Buchstabe Chet          |
| U+10848 (67656) | 𐡈               | IMPERIAL ARAMAIC LETTER TETH         | Aramäischer Buchstabe Tet           |
| U+10849 (67657) | 𐡉               | IMPERIAL ARAMAIC LETTER YODH         | Aramäischer Buchstabe Jod           |
| U+1084A (67658) | 𐡊               | IMPERIAL ARAMAIC LETTER KAPH         | Aramäischer Buchstabe Kaph          |
| U+1084B (67659) | 𐡋               | IMPERIAL ARAMAIC LETTER LAMEDH       | Aramäischer Buchstabe Lamed         |
| U+1084C (67660) | 𐡌               | IMPERIAL ARAMAIC LETTER MEM          | Aramäischer Buchstabe Mem           |
| U+1084D (67661) | 𐡍               | IMPERIAL ARAMAIC LETTER NUN          | Aramäischer Buchstabe Nun           |
| U+1084E (67662) | 𐡎               | IMPERIAL ARAMAIC LETTER SAMEKH       | Aramäischer Buchstabe Samech        |
| U+1084F (67663) | 𐡏               | IMPERIAL ARAMAIC LETTER AYIN         | Aramäischer Buchstabe Ajin          |
| U+10850 (67664) | 𐡐               | IMPERIAL ARAMAIC LETTER PE           | Aramäischer Buchstabe Pe            |
| U+10851 (67665) | 𐡑               | IMPERIAL ARAMAIC LETTER SADHE        | Aramäischer Buchstabe Zade          |
| U+10852 (67666) | 𐡒               | IMPERIAL ARAMAIC LETTER QOPH         | Aramäischer Buchstabe Koph          |
| U+10853 (67667) | 𐡓               | IMPERIAL ARAMAIC LETTER RESH         | Aramäischer Buchstabe Resch         |
| U+10854 (67668) | 𐡔               | IMPERIAL ARAMAIC LETTER SHIN         | Aramäischer Buchstabe Schin         |
| U+10855 (67669) | 𐡕               | IMPERIAL ARAMAIC LETTER TAW          | Aramäischer Buchstabe Taw           |
| U+10856 (67669) | 𐡖               | SPACE                                | (reserviert)                        |
| U+10857 (67671) | 𐡗               | IMPERIAL ARAMAIC SECTION SIGN        | Aramäisches Abschnittszeichen       |
| U+10858 (67672) | 𐡘               | IMPERIAL ARAMAIC NUMBER ONE          | Aramäisches Zahlzeichen Eins        |
| U+10859 (67673) | 𐡙               | IMPERIAL ARAMAIC NUMBER TWO          | Aramäisches Zahlzeichen Zwei        |
| U+1085A (67674) | 𐡚               | IMPERIAL ARAMAIC NUMBER THREE        | Aramäisches Zahlzeichen Drei        |
| U+1085B (67675) | 𐡛               | IMPERIAL ARAMAIC NUMBER TEN          | Aramäisches Zahlzeichen Zehn        |
| U+1085C (67676) | 𐡜               | IMPERIAL ARAMAIC NUMBER TWENTY       | Aramäisches Zahlzeichen Zwanzig     |
| U+1085D (67677) | 𐡝               | IMPERIAL ARAMAIC NUMBER ONE HUNDRED  | Aramäisches Zahlzeichen Hundert     |
| U+1085E (67678) | 𐡞               | IMPERIAL ARAMAIC NUMBER ONE THOUSAND | Aramäisches Zahlzeichen Tausend     |
| U+1085F (67679) | 𐡟               | IMPERIAL ARAMAIC NUMBER TEN THOUSAND | Aramäisches Zahlzeichen Zehntausend |